# Santuario della Beata Vergine dei Miracoli
Il santuario della Beata Vergine dei Miracoli è un edificio di culto cattolico situato a Saronno, parrocchiale dal 1986.

## Storia
Il santuario venne eretto nel 1498 dal popolo di Saronno per dare ospitalità al simulacro della Madonna del miracolo, una statua della seconda metà del XIV secolo, posta allora in una cappella sulla strada Varesina, ritenuta dispensatrice di miracolose guarigioni. Il territorio lombardo si arricchiva così di un nuovo santuario mariano che divenne presto meta importante di devozionalità e che si arricchì con il tempo di formidabili tesori d'arte.
Il 2 gennaio 1923 papa Pio XI elevò il Santuario al rango di basilica romana minore.

## Architettura

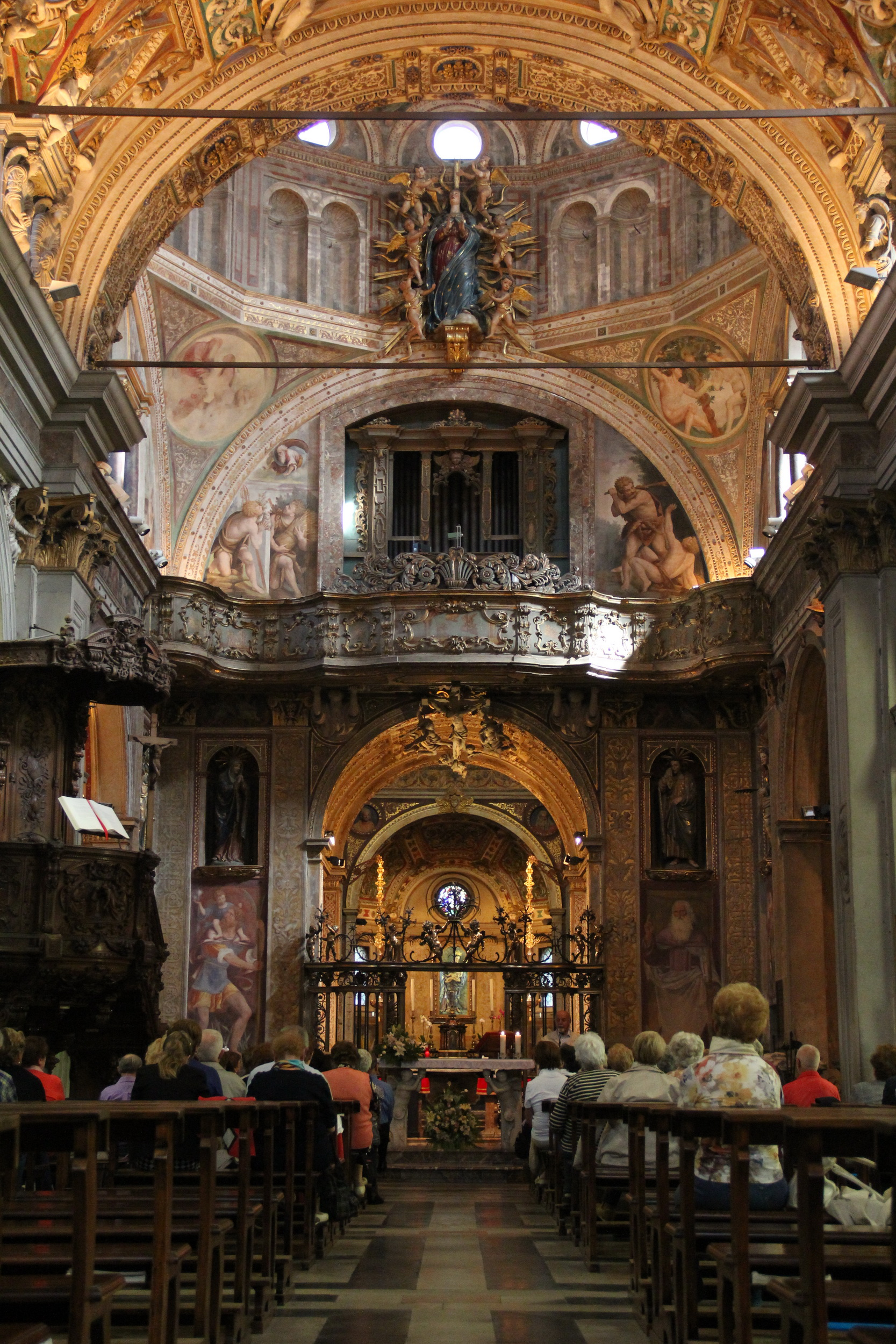
Veduta dell'interno.

L'8 maggio 1498, per iniziativa della comunità saronnese, fu avviata l'edificazione del Santuario nel sito in cui già sorgeva una cappella che era già crollata tre volte.
La cappella era divenuta oggetto di speciale devozione in virtù della fede popolare nella guarigione di un giovane avvenuta, a seconda delle fonti, nel 1447, nel 1460  o nel 1497, e altre che la seguirono. Trattavasi del tentativo cristiano di re-interpretare con una ierofania un luogo pagano che probabilmente già sorgeva sulla Strada Varesina.
Non si è ritrovato il documento che rechi il nome dell'architetto che concepì il progetto iniziale del santuario con una pianta a croce latina, formata dai locali dell'abside, del presbiterio, dell'antipresbiterio, dell'aula sormontata dal tiburio e dalla cupola e dalle due cappelle laterali. La fruizione dell'edificio era tuttavia pensata in senso inverso rispetto alle tradizionali chiese medievali a croce latina, in modo da sottolineare la centralità della volta come struttura circolare sotto la quale si raccoglieva idealmente la comunità ecclesiale.
La planimetria ed i suoi rapporti proporzionali (attentamente studiati con riferimenti espliciti alla sezione aurea) mostra, per il progetto, la paternità di un architetto di profonda cultura umanistica e stilisticamente legato a modelli già diffusi in Lombardia: si è formulata l'ipotesi che possa trattarsi di Giovanni Antonio Amadeo (impegnato in quegli anni nella fabbrica del Duomo di Milano).

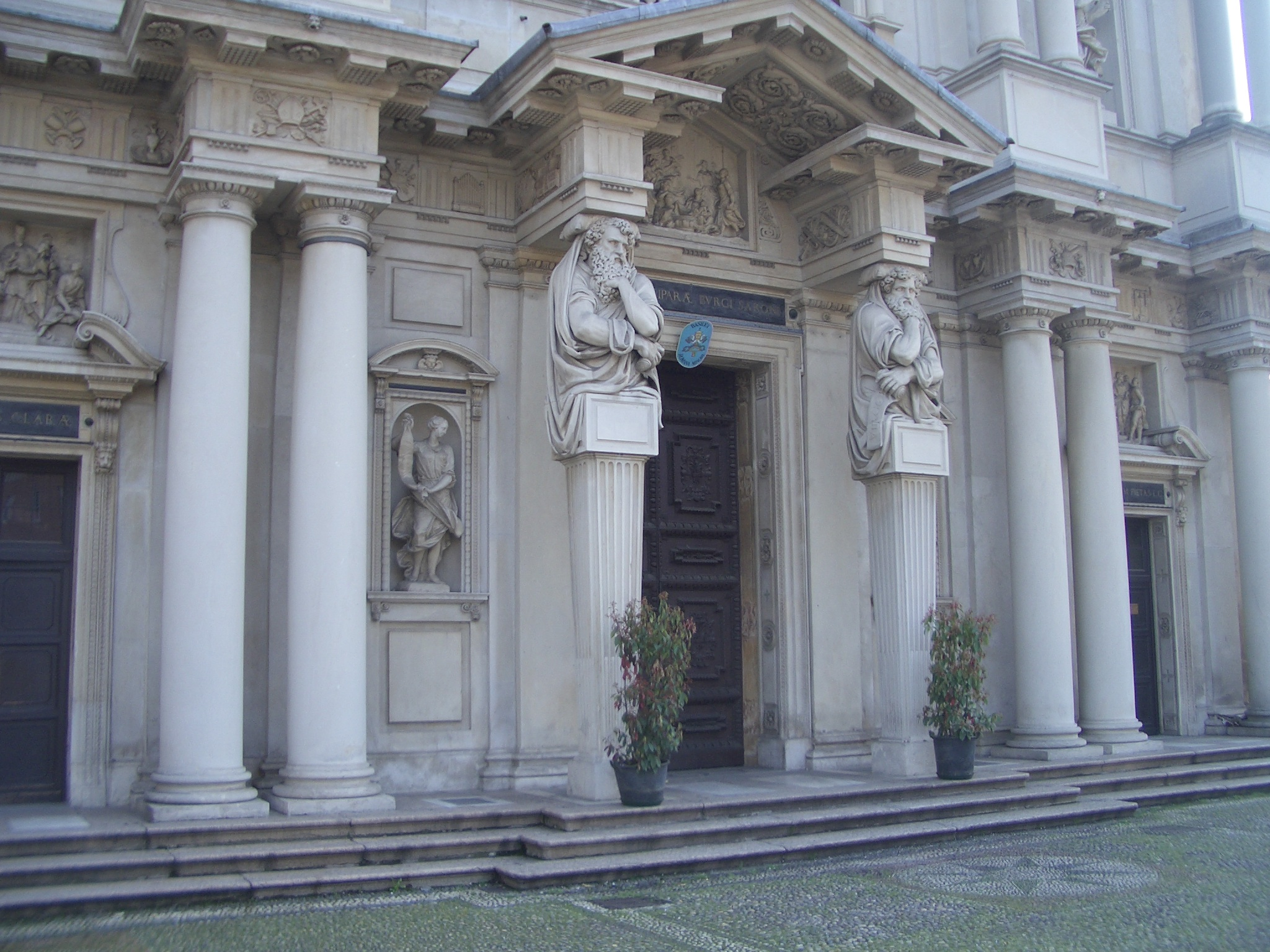
Particolare della facciata: i telamoni

Accanto al santuario fu costruita (entro il 1507) la casa dei "deputati" (che componevano un organismo elettivo incaricato di sovrintendere all'amministrazione dei beni e alla "fabbrica" dell'edificio sacro); pochi anni dopo (1511-16) venne innalzato il campanile, alto 47 metri, progettato dall'architetto Paolo della Porta, ritenuto tra i più belli della Lombardia e preso a modello per numerose altre chiese.
L'ipotesi è avvalorata dal fatto che dalla documentazione superstite si apprende con certezza che Amadeo fu il progettista dell'elegante tiburio, ultimato nel 1508, che conferisce all'intero edificio l'impronta inconfondibile del rinascimento lombardo. Il tiburio presenta esteriormente 24 eleganti finestre, determinate da 12 bifore corrispondenti al tamburo dodecagonale che copre una cupola di 8 lati generati dall'inserimento di quattro spicchi angolari su un alzato fondato su quattro piloni d'angolo, secondo il tradizionale schema costruttivo ad quadratum, secondo una semplice progressione aritmetica (4+8+12 = 24) che si sviluppa dal basso verso l'alto, dal quadrato dell'aula al cerchio della cupola, dalla Terra al Cielo.
Il crescente afflusso dei fedeli, dopo alcuni anni, portò i deputati del Santuario ad intraprendere un progetto di ampliamento con la costruzione di un edificio a tre navate che si sviluppano su cinque campate. I nuovi lavori iniziarono nel 1556, ma proseguirono con relativa lentezza, visto che nel 1566 erano costruite solo tre delle cinque campate previste e che la facciata aveva una sistemazione del tutto provvisoria.
Fu Carlo Borromeo – di cui va ricordato l'attaccamento al santuario della Beata Vergine dei Miracoli – a dare impulso alla ripresa dei lavori. Per completare i lavori si doveva, tra l'altro, demolire la superstite "cappelletta del Miracolo", persistente ai primi lavori del 1498. San Carlo officiò personalmente il rito solenne – avvenuto il 19 settembre 1581 – della traslazione all'interno del santuario dell'antica statua trecentesca della Madonna.
Alla progettazione della facciata fu chiamato l'architetto Pellegrino Tibaldi, più noto come il Pellegrini. La costruzione iniziò nel 1596 e durò sino al 1613. Lo stile adottato dal Pellegrini si ispira a canoni classici, tardo rinascimentali, ed è fortemente teso a sottolineare la maestosità dell'edificio sacro. La ricchezza dei motivi ornamentali (con colonne, lesene, due grandi cariatidi che affiancano il portale di ingresso, fregi, balaustre, le statue nelle alte nicchie laterali, ecc.) produce un complesso architettonico di grande solennità.
Furono avanzati, subito dopo il completamento della facciata, rilievi critici da parte di quei deputati che la giudicavano "alquanto tozza", in contrasto con l'armoniosa eleganza del tiburio. Nel 1630, per ovviare alla supposta pesantezza della facciata, Carlo Buzzi progettò il rialzo della balaustra mistilinea che regge la statua dell'Assunta e quelle di due coppie di angeli che suonano la tromba. Il progetto rimase a lungo sulla carta e fu realizzato solo nel 1666.

## Opere d'arte
Completate le eleganti architetture rinascimentali del primo santuario, si iniziò quasi subito a convocare una serie di artisti, tra i migliori attivi in quel tempo nel ducato lombardo, per i lavori di decorazione interna.
Si alternarono o si trovarono a collaborare tra loro pittori quali Bernardino Luini (1525 – 1532), Cesare Magni (1533), Gaudenzio Ferrari (1535 – 1545), Bernardino Lanino (1547); scultori del legno quali Andrea da Milano  (1527 – 1536)-, Giulio Oggioni (1539); ma anche valenti plasticatori, battitori del ferro ed altro ancora.

### Gli affreschi di Bernardino Luini

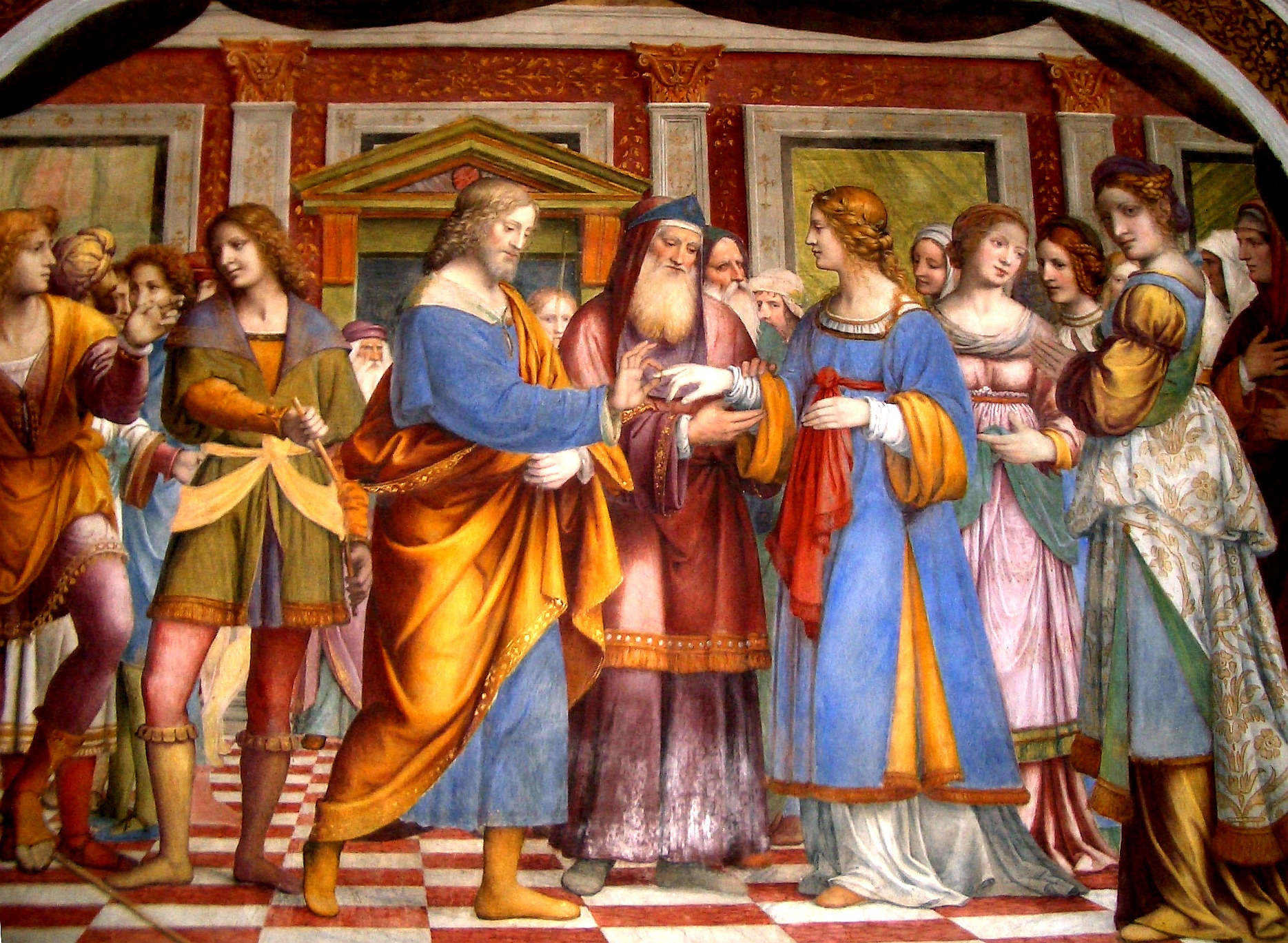
Bernardino Luini, Sposalizio della Vergine, affresco dell'antipresbiterio

Il primo grande artefice che legò il proprio nome al santuario di Saronno fu Bernardino Luini: a lui si deve il complesso degli affreschi che ornano le pareti dell'abside, del presbiterio, dell'antipresbiterio e di quelle sottostanti la cupola; sue sono anche le figure sulla volta della cappella del Cenacolo, e una Natività posta nel chiostro.
Le principali opere eseguite per il santuario mariano riguardano doverosamente la vita della Madonna. Nell'antipresbiterio sono poste le scene dello Sposalizio della Vergine e di Gesù tra i Dottori; mentre nel presbiterio (o Cappella Maggiore) si trovano le scene dell'Adorazione dei Magi e della Presentazione di Gesù al Tempio: esse costituiscono uno dei punti più alti raggiunti da Luini come autore di opere a fresco.
Si riconosce, nell'impaginazione di queste scene, la grande vena narrativa di Bernardino, con una moltitudine di personaggi, disposti su piani diversi, che si mostrano nei loro coloratissimi abbigliamenti; hanno volti di vivace espressività e paiono muoversi in un'atmosfera calma e suadente. Se, ad esempio, si osserva lo Sposalizio della Vergine, si rimane colpiti dall'espressione dei pretendenti delusi: non c'è in essi nessun segno di rancore, anzi si palesa un accenno di sorriso ottenuto utilizzando ad affresco la tecnica dello "sfumato" ideata da Leonardo. Il pittore milanese dimostra qui quello stile delicatissimo, vago ed onesto nelle figure sue che il Vasari gli riconosce proprio in relazione agli affreschi di Saronno.
È stata sottolineata la grande padronanza delle tecniche prospettiche che il Luini dimostra di saper applicare nelle scene citate. In particolare, un sapiente uso dell'illusionismo prospettico fa sì che lo spettatore, percorrendo in un senso e nell'altro i due ambienti, abbia l'impressione che le figure dipinte sulle scene gli vengano incontro..
Dalla Cappella Maggiore si nota come tutto l'apparato decorativo risponda a un progetto iconografico e artistico unitario che non conosce cedimenti e che lega strettamente tra loro soluzioni pittoriche ed architettoniche. I due grandi dipinti dell’Adorazione dei Magi e della Presentazione di Gesù al Tempio sono delimitati da paraste aggettanti, con capitelli in pietra grigio-azzurra, che reggono archi in cotto: adagiate su tali archi, Bernardino ha dipinto le quattro figure aeree delle Sibille (considerate profetesse dell'annuncio evangelico) con i loro cartigli.
Tra le finestre, nelle lunette della volta a botte sono collocati in coppie — secondo un'iconografia molto diffusa — i Quattro evangelisti ed i Quattro Dottori della Chiesa. Completano il complesso programma decorativo otto figure monocrome (o "seppie") poste sulle lesene della cappella: sono le rappresentazioni allegoriche delle Virtù teologali e cardinali alle quali si aggiunge l'allegoria della Pace

### Gli affreschi di Gaudenzio Ferrari

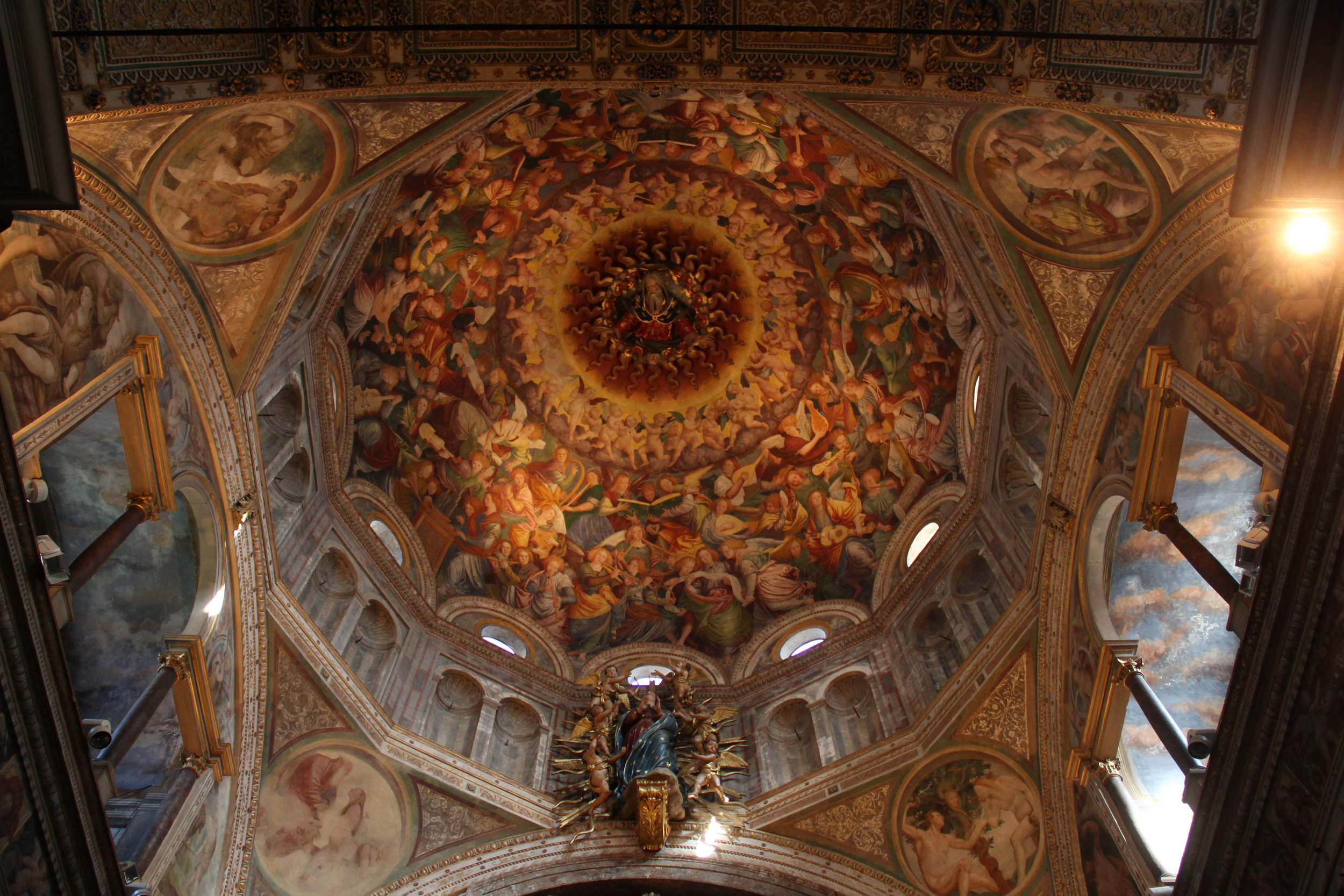
La cupola

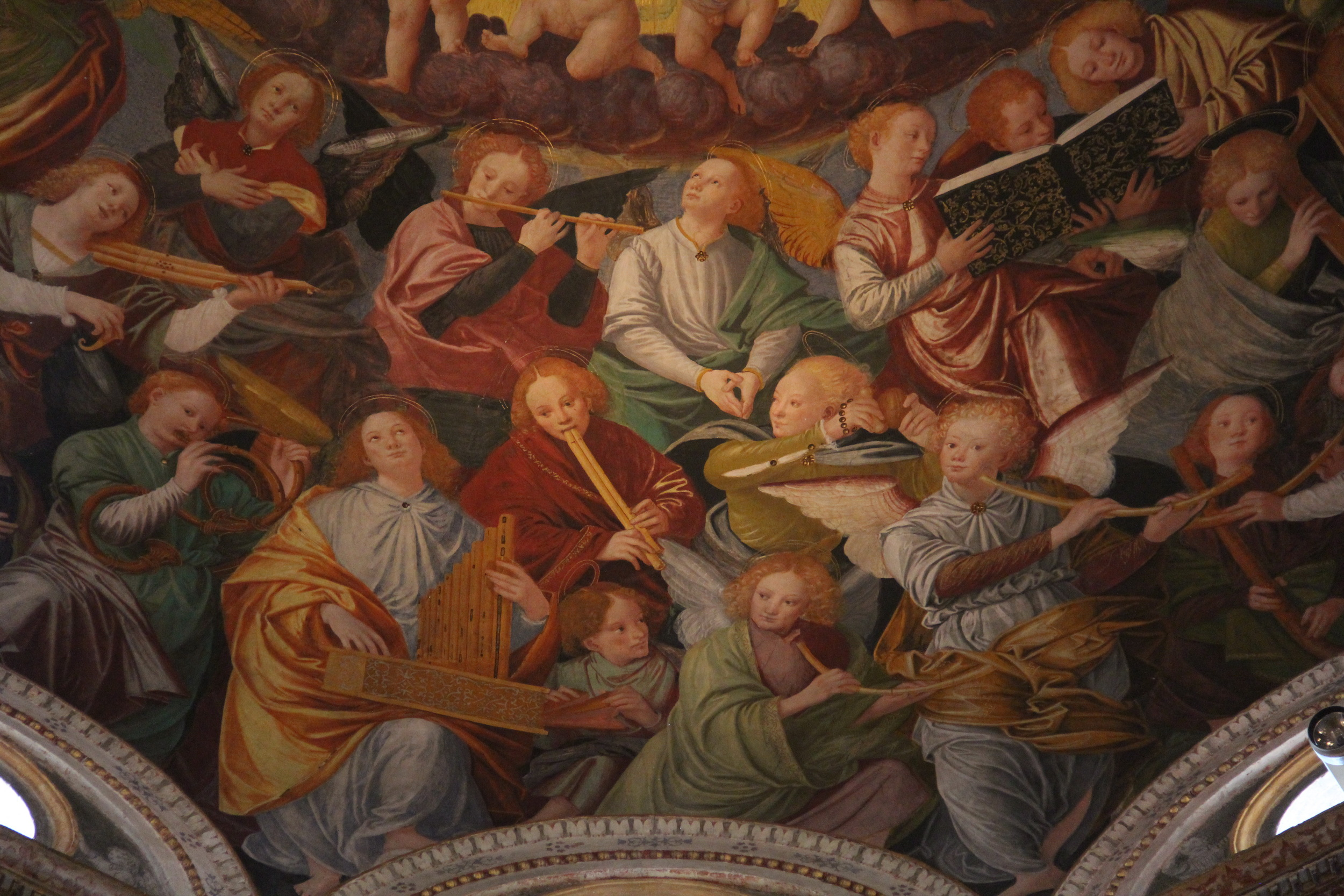
Gaudenzio Ferrari, Concerto degli Angeli (particolare), affresco della cupola

Scomparso Bernardino Luini (1532), a continuare la sua opera negli impegnativi affreschi della cupola, fu chiamato Gaudenzio Ferrari (1534), che stava allora ultimando gli affreschi in San Cristoforo a Vercelli.
Il contratto con il Ferrari fu stipulato il 15 giugno 1534. È interessante notare come tra la data del contratto e quella dell'inizio dei lavori (luglio 1535) ci sia stato il tempo per l'ideazione e l'esecuzione di alcuni disegni preparatori, tanto per i suoi dipinti quanto per le sculture lignee affidate ad Andrea da Milano, segno di come Gaudenzio avesse sin da allora l'incarico di coordinare l'intero apparato decorativo della cupola, ruolo che egli mantenne anche dopo l'ultimazione del Concerto degli Angeli sino al 1545, l'anno prima della sua morte.
Il pittore di Valduggia aveva iniziato il suo apprendistato artistico a Varallo, proprio dipingendo, nella cappella della Dormitio Virginis alcuni angeli musicanti che esibivano un relativamente ampio repertorio di strumenti musicali; si trovò ad affrontare qui a Saronno – dopo più di trent'anni – lo stesso soggetto avendo però a disposizione un'intera cupola e sapendo di dover dar forma ad un ben altrimenti gioioso tripudio di suoni e di canti, a significare la felicità con la quale il Paradiso accoglieva la Beata Vergine.
In effetti il tema iconografico degli angeli musicanti è quello che Gaudenzio dovette trovare più idoneo ed a lui più congeniale per rappresentare il Paradiso. Nel progetto che egli ideò – e che si può immaginare abbia discusso a lungo con i deputati del santuario – il numero delle statue lignee è ridotto all'essenziale: tralasciando le statue di Sibille e Profeti poste in circolo nelle nicchie del tamburo, che paiono mute presenze estranee all'evento, trovano spazio solo quelle del volto del Padre Eterno al centro della cupola e dell'Assunta. A raffigurare il Paradiso è essenzialmente la moltitudine delle presenze angeliche, poste a far da corona al volto di Dio e ad accogliere l'arrivo della Vergine.
Nelle cappelle che Gaudenzio aveva decorato al Sacro Monte di Varallo erano le statue che popolavano la scena, mentre i dipinti servivano ad ampliarne illusivamente i confini; qui il rapporto è ribaltato: l'attenzione del visitatore è subito catturata dal vortice coloratissimo delle presenze angeliche e solo con un supplemento di attenzione si riconosce la figura intagliata della Vergine all'altezza del tamburo. Si spiega così lo scarto tra la denominazione "ufficiale" della scena, L'Assunzione della Beata Vergine e la denominazione che si è, per così dire, popolarmente affermata, Il Concerto degli Angeli.
La rappresentazione del Paradiso realizzata da Gaudenzio è affollata da uno stupefacente turbine di angeli dalle vesti fluttuanti e coloratissime, che si dispongono su quattro cerchi concentrici: in quello più in alto è posto uno stuolo di angioletti ignudi e pieni di luce che volgono lo sguardo in alto verso il Dio Padre al centro della cupola; al di sotto vi è la raffigurazione del concerto vero e proprio, con gli angeli cantori che leggono assieme libri corali e cartigli, ed angeli intenti a far musica: essi compongono la più variegata orchestra di strumenti a corde, a fiato e a percussione che mai sia stata dipinta.
Si possono contare ben cinquantasei diversi strumenti musicali, i più riconoscibili come strumenti antichi, altri usciti dalla fantasia dell'artista. Non c'è ovviamente alcuna intenzione realistica nel mettere in scena un numero così grande di concertisti; vi è piuttosto, nella loro moltitudine, la metafora di una babele di linguaggi musicali che, miracolosamente, si compone in una divina armonia. Il senso gioioso della rappresentazione si esprime non tanto nell'espressione — sempre misurata e composta — dei volti degli angeli, ma proprio nel gioco della varietà di strumenti presenti, nella "disordinata armonia" dell'insieme. Gaudenzio si sente così autorizzato a concedersi, qua e là, momenti di divertissement come l'invenzione di strumenti musicali impossibili, anfibi tra strumenti a corde ed a fiato, o momenti di ironia che potrebbero apparire un po' irriverenti in una rappresentazione del Paradiso, come per l'angelo che suona la cornamusa a due sacche, poste proprio all'altezza del seno.
Lomazzo nel suo Tempio della pittura (1590) testimonia di come Gaudenzio amasse la musica e fosse lui stesso "sonatore di lira e liuto". Per dipingere il Concerto di Saronno egli dovette dar fondo a tutte le sue conoscenze musicali per giungere ad enumerare, come in una sorta di catalogo, tutti gli strumenti in uso ai suoi tempi. Si riconoscono i seguenti strumenti: alpenhorn (corno delle Alpi), altobasso, arpa, bombarda, cimballini o piccoli piatti, cornamusa, cornetto, flauto (dolce e traverso), flauto di Pan o siringa, ghironda, lira, liuto, nyastaranga, organo portativo, ribeca, viella, salterio o cetra, tamburo e tamburello, timpani, triangolo, tromba, viola.

### Le statue lignee di Andrea da Milano

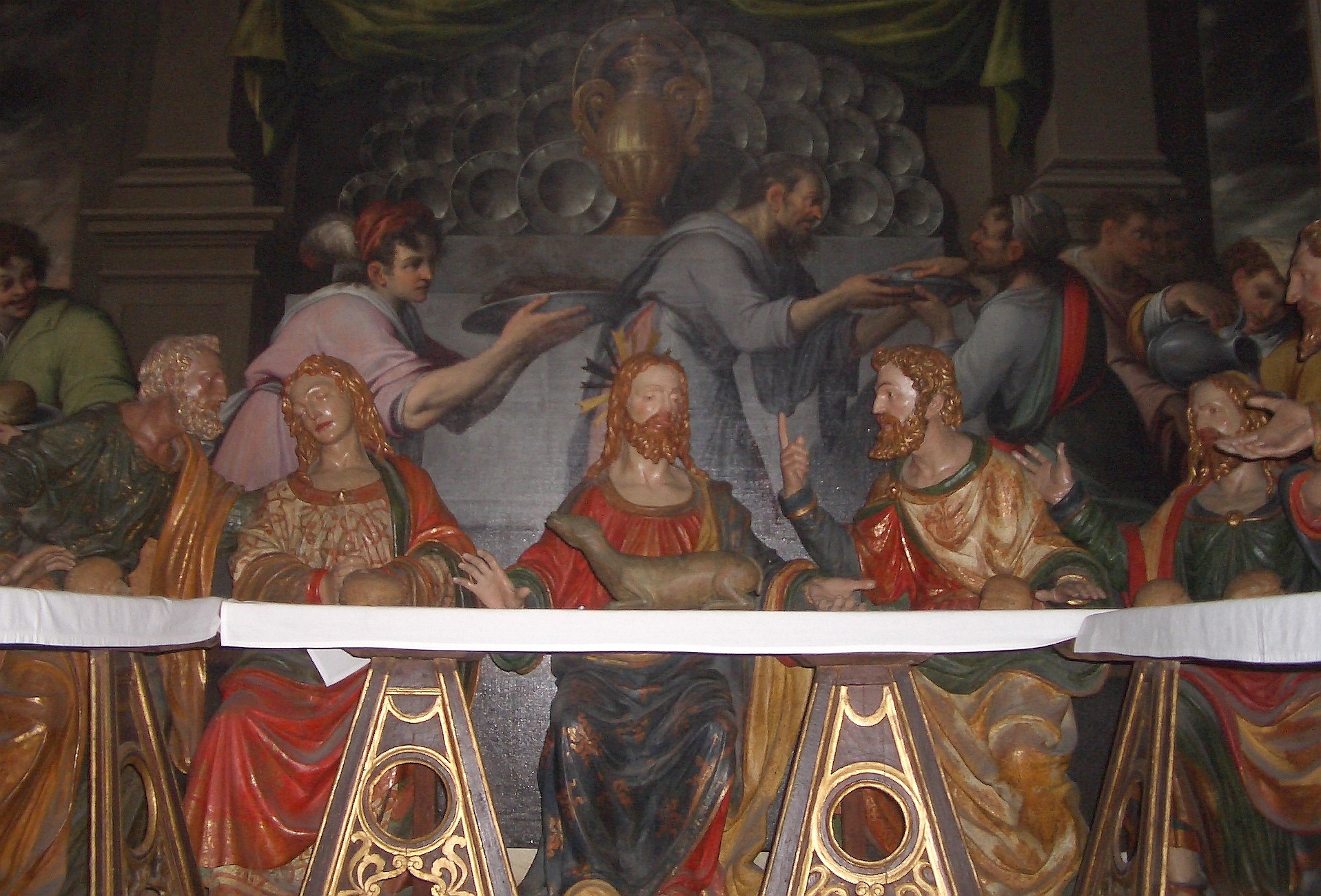
Andrea da Milano, gruppo ligneo del Cenacolo, 1531

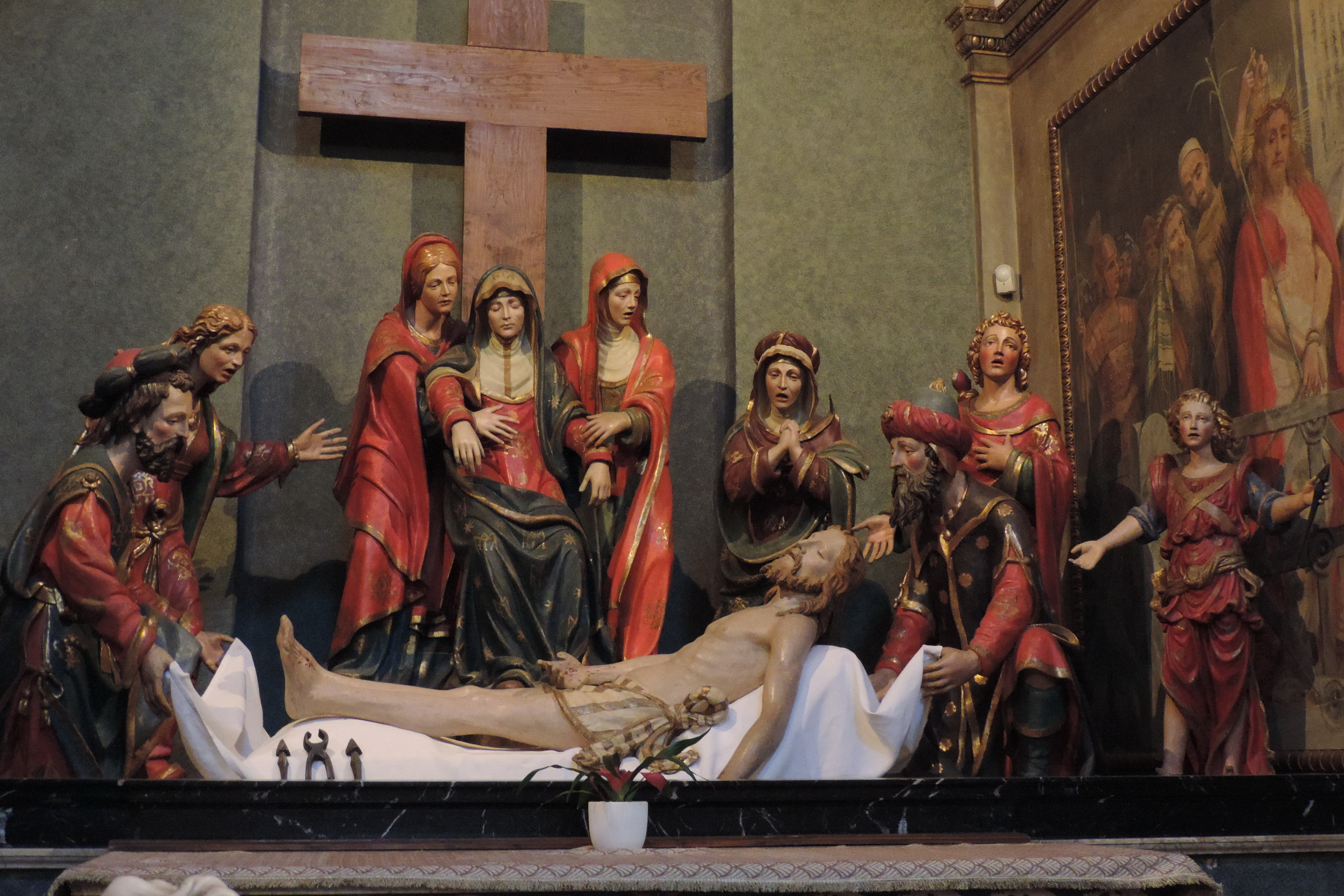
Andrea da Milano, gruppo ligneo del Compianto sul Cristo morto, 1528

Nella realizzazione degli apparati decorativi del santuario hanno avuto un ruolo rilevante anche alcuni maestri lombardi della scultura in legno che vi lavorarono fino al 1539; poi, nelle chiese, il gusto per le statue policrome a grandezza naturale andò esaurendosi per trasferirsi sui Sacri Monti.
Il principale intagliatore che lavorò al Santuario fu Andrea da Milano (che, proprio in virtù dell'ampia attività qui svolta, è anche detto "Andrea da Saronno"); a lui si devono innanzi tutto i due gruppi scultorei — pesantemente ridipinti — che occupano le cappelle laterali, a fianco dell'aula della cupola.
In accordo con la spiritualità francescana che condizionò vivamente i lavori al santuario (si tenga presente che i deputati avevano affidato ai frati minori la celebrazione delle funzioni religiose) le statue dovevano favorire l'immedesimazione dei fedeli con la vita di Cristo.
Nella cappella sinistra — sulla cui volta il Luini aveva dipinto figure di Angeli con i simboli della Passione — è raffigurato, con potente teatralità, il Cenacolo (1531). L'ambientazione della scena è fortemente suggestiva, con gli apostoli – colti, secondo il modello di Leonardo, nel preciso momento in cui Gesù annuncia che sarà tradito – intenti a discutere tra loro od a guardare increduli il Maestro. Risulta evidente, dalla postura delle figure scolpite, dalla scelta dei colori e dai panneggi delle vesti, come Andrea si collochi nella vasta schiera degli emuli del Cenacolo vinciano cercando, per quanto gli è possibile, di catturare la vibrante drammaticità presente del dipinto.
Alle spalle del gruppo, lungo i tre lati della cappella, si trovano grandi tele di Camillo Procaccini (1598): quelle laterali raffigurano gli episodi dell'Orazione nell'orto e del Bacio di Giuda, quella di fondo presenta una sontuosa scena di Servitori e vasellame che contrasta in modo disturbante con la semplicità della mensa del Cenacolo.
Il gruppo del Compianto sul Cristo morto (o della Deposizione dalla Croce) occupa la cappella destra. Andrea da Milano riprende un tema a quei tempi assai diffuso nei gruppi scultorei ispirandosi verosimilmente al modello di Agostino de Fondulis nella chiesa di Santa Maria presso San Satiro a Milano. Il gruppo appare oggi, in alcune sue parti, poco coerente (ad esempio nelle figure, più piccole, degli angeli che portano i simboli della Passione). Esso ha subito infatti varie risistemazioni; inizialmente comprendeva un numero molto più ampio di statue che componevano scene diverse della Passione: oltre al Compianto, la scena del Calvario (con i ladroni sulla Croce) e quella della Discesa al Limbo. Nel "Museo del Santuario" si possono ammirare le statue superstiti di una Figura maschile dolente e della Gitana.
Dopo il suo arrivo al santuario (1535), è Gaudenzio Ferrari a guidare il lavoro degli intagliatori nella decorazione della cupola. Andrea da Milano realizza la figura del Padre Eterno al centro della cupola, ed inizia ad intagliare quella della Madonna Assunta, posta all'altezza del tamburo (essa è poi completata da Battista da Milano, 1537).
La realizzazione (1539) delle 22 statue di Profeti e Sibille poste nelle nicchie del tamburo della cupola viene invece affidata ad un altro abile intagliatore, Guido Oggioni, allievo di Andrea.
Per completare il resoconto delle opere che Andrea da Milano ha realizzato per il santuario, si devono citare anche le statue delle Sante Lucia, Agata, Maria Maddalena, Liberata, Marta e quella di San Giovanni poste nell'abside con i busti di Re Davide, Salomone, Abacuc e Isaia.

## Il campanile del santuario

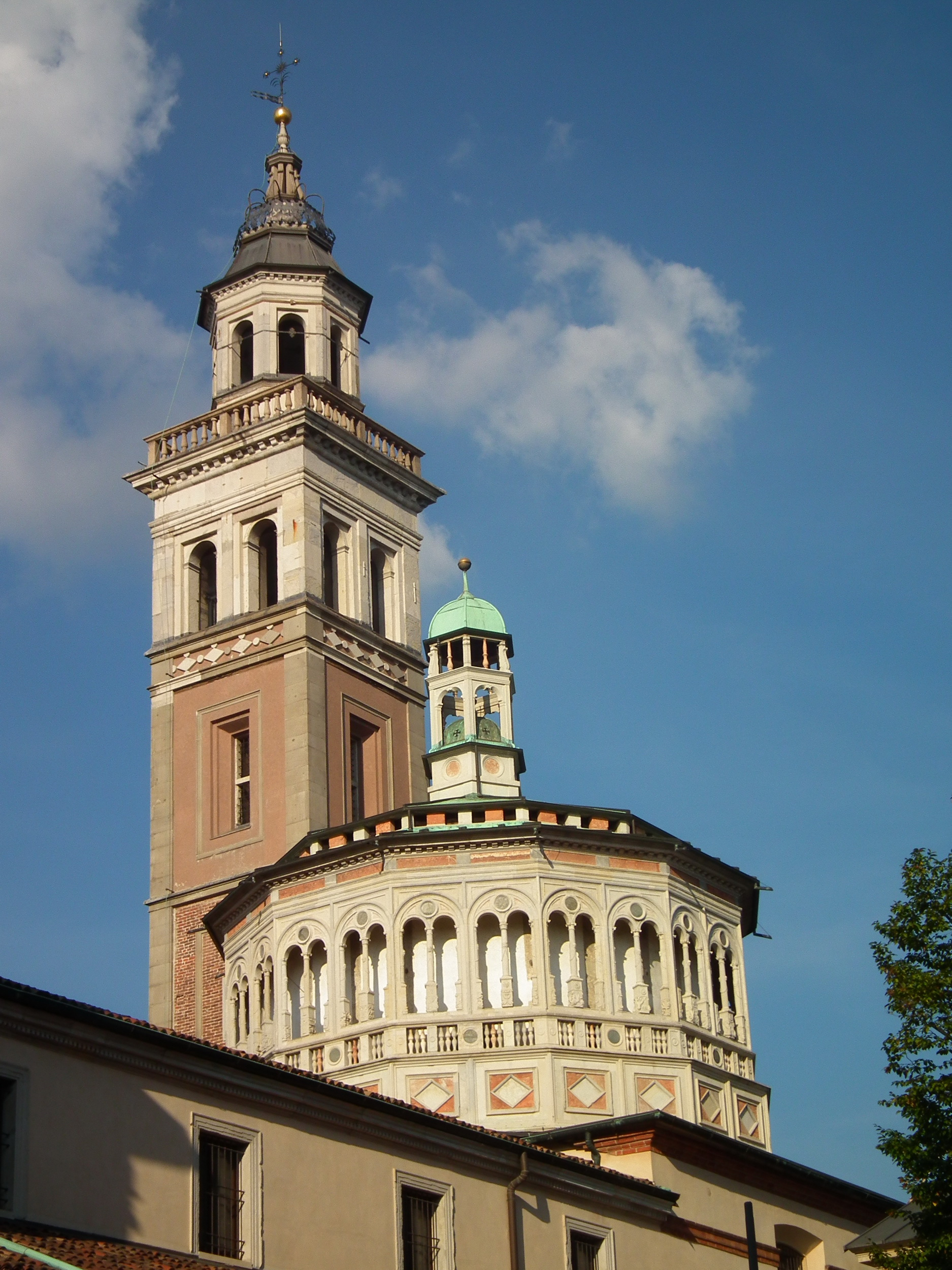
Il campanile

Il campanile fu concluso nel 1516 e venne dotato di due campane. La sua altezza è di 47 metri, grazie a questo è la struttura più alta di tutta Saronno. Agli inizi del 1555 la primitiva campana maggiore si ruppe e venne rifusa nello stesso anno. Nel 1567 risultano esserci sul campanile ben tre campane, la mezzana delle quali si ruppe alla fine dello stesso anno. Questa venne rifusa il 28 febbraio 1568. Le tre campane vennero rifuse per farne due più grosse, fusione che avvenne il 13 gennaio 1585. Non è noto il nome del fonditore, ma è lo stesso che fuse nel 1582 la campana posta nella torre dei monaci della basilica di Sant'Ambrogio a Milano. Nel 1617, per dar maggior decoro e per differenziare maggiormente le suonate, si decise per la fusione di una nuova campana, più grande delle due esistenti. La fusione avvenne in loco dal fonditore Nicola Bonavilla. Contemporaneamente venne fusa una campanella, da usare come richiamo. Queste due vennero posizionate nella lanterna, una sopra l'altra. Ma la campana maggiore già nel 1619 si crepò, e venne rifusa, questa volta a Milano, sempre da Nicola Bonavilla. Questa campana durò poco, infatti nel 1639 risultava stonata a causa di una crepa e vennero interpellati diversi fonditori, tra cui ancora Nicola Bonavilla, che venne subito scartato. Vennero scelti invece i fonditori milanesi Lorenzo e Pietro Paolo Mirri, che rifusero la campana a Milano nel 1640.
Nel 1903 vennero sostituiti i ceppi lignei con ceppi in ghisa e nel 1922, nel corso del restauro della torre, venne rifatto il castello, portando la campana maggiore dalla lanterna alla cella inferiore con le altre due. La campana usata come richiamo rimase nella lanterna fino all'ottobre 2010, quando, essendo in disuso, venne calata dal campanile e posta nel chiostro del santuario. L'intonazione del concerto risulta similare a Mib3 Maggiore anche se vi sono delle evidenti discrepanze tonali tra le tre campane, dovute al fatto che il concetto di “concerto” secondo una scala musicale in Italia nasce circa un secolo dopo la fusione di queste campane
Il concerto è montato a sistema ambrosiano ed è composto di tre campane in Mib3 Maggiore:
- la campana minore (nota Sol3), è stata fusa in loco nel 1585 dai maestri locali e suona per difendere il popolo dai mali (diametro 987 mm)
- la campana mezzana (nota Fa3), è stata fusa in loco nel 1585 dai maestri locali e suona per render lode alla Madonna dei Miracoli, patrona (diametro 1097 mm)
- la campana maggiore (nota Mi♭3), è stata rifusa più volte a seguito di crepe e porta come data 1640, e suona a lode di Cristo Risorto (diametro 1257 mm)

Nel chiostro vi è una campana montata a mezzo ambrosiano, fusa insieme al vecchio campanone Bonavilla nel 1617, suonante un Fa♯4 (diametro 513 mm)

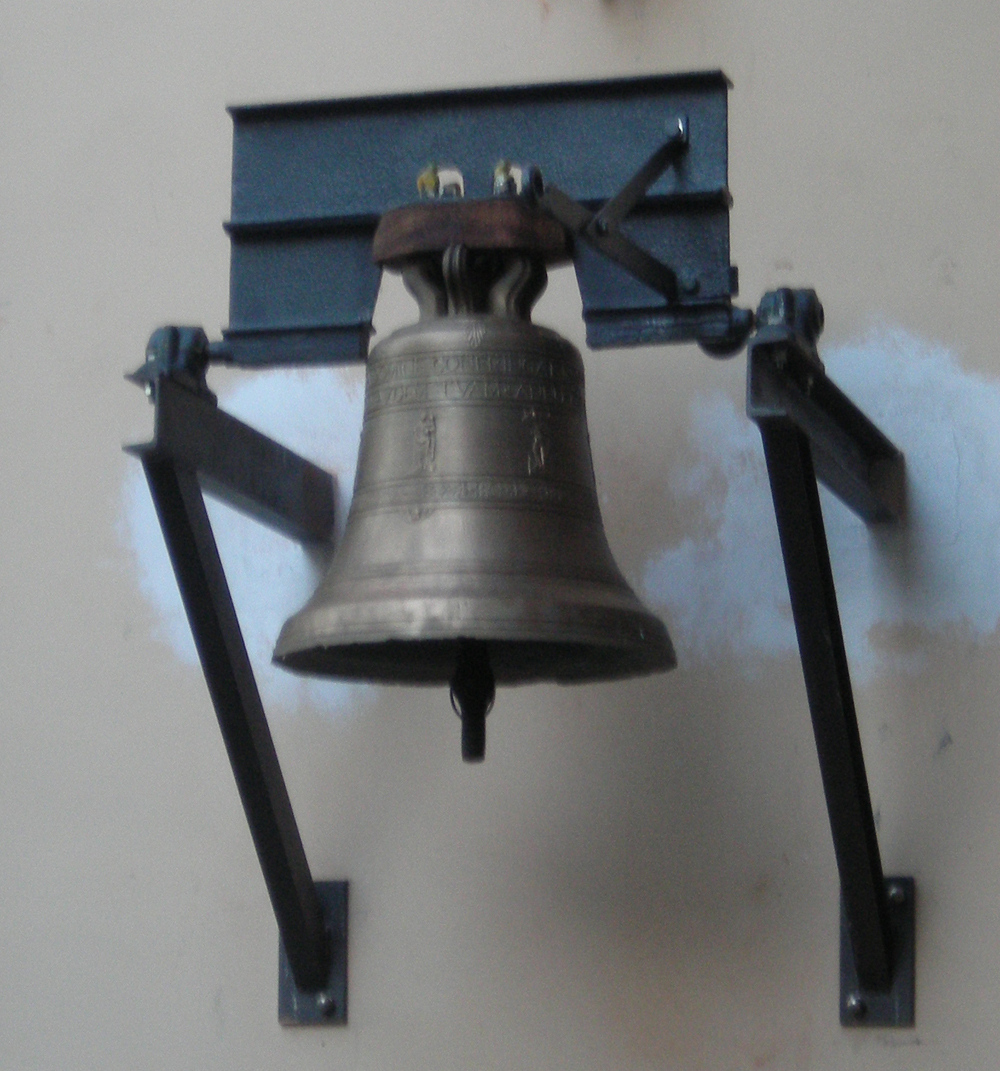
La campana nel chiostro

### La torretta dell'orologio
Nel 1594 si decise di dotare il Santuario di una piccola torretta per ospitare l'orologio. Questa era dotata di una campanella per il battito delle ore, anch'essa fusa nel 1594. Nel 1650, in seguito ad un sopralzo del portico, per ragioni di estetica si decise di ampliare la torre dell'orologio, con le stesse fattezze della prima, lo stesso orologio e la stessa campana. Nel 1668, nel corso di una riparazione dell'orologio, venne rifatta la cella campanaria.
Nel 1757, siccome l'orologio continuava ad essere irregolare e la sua riparazione era costosa e non poteva essere garantita, si decise di costruire un nuovo orologio, da posizionare però sul campanile del santuario, quindi la torre dell'orologio venne abbattuta e della campana non si hanno più notizie. Ma nel 1769, allo scadere del contratto di manutenzione del nuovo orologio, si decise per la ricostruzione di una nuova torre apposita e il trasferimento dell'orologio su questa. La nuova torre venne costruita dov'era la precedente. Nell'agosto 1769 venne comprata una campana, che però venne subito consegnata ai fratelli Francesco e Innocenzo Bonavilla di Milano, che la rifusero con l'aggiunta di altro bronzo per ottenere le due nuove campane per le ore.
- Campana delle mezzore, suonante un Mi♭4 crescente, fusa dai fratelli Bonavilla di Milano nel 1769 (diametro 551,5 mm)
- Campana delle ore, suonante un Re♭4, fusa dai fratelli Bonavilla di Milano nel 1769 (diametro 639 mm)[10]

### Esplicative
1. ↑  Si è osservato come le leggi matematiche applicate per connotare le strutture architettoniche sono ricorrenti nelle chiese dedicate alla Vergine: una simbologia che, sottolineando le "divine armonie", rende omaggio alla Signora del Cielo. (A. Artioli, L'architettura del corpo centrale: l'origine del Santuario, in Il Concerto degli Angeli Gaudenzio Ferrari e la cupola del Santuario di Saronno, A. Pizzi editore, 1990)
2. ↑  detto anche Andrea da Saronno
3. ↑  Viene adottata — come, in riferimento ai dipinti dell'antipresbiterio, si spiega nel sito ufficiale del Santuario;  Santuario della Beata Vergine dei Miracoli, su santuariodisaronno.it. — una "prospettiva con punto di fuga scentrato sul terzo della lunghezza della base di ogni riquadro, con i personaggi principali che occupano, invece, una posizione centrale"; per gli affreschi del presbiterio la tecnica è invece applicata scentrando le "figure perno": ad esempio la Vergine nell’Adorazione dei Magi, è spostata sulla sinistra, ad un terzo esatto della lunghezza della base dell'affresco.
4. ↑  Nel Rinascimento con la parola "lira" non si intendeva la lira in uso nell'antichità, ma lo specifico strumento rinascimentale della lira da braccio

### Bibliografiche
1. ↑  lomb
2. ↑  Catholic.org - Basilicas in Italy
3. 1 2 3 4 5   Don Massimiliano Bianchi, Storia, in Santuario della B.V. dei Miracoli (a cura di), ...2023...un anno di grazia al Santuario di Saronno....
4. ↑  Marina Montesano, "Alcune note per una tipologia delle leggende di fondazione dei miracoli mariani tardomedioevali e rinascimentali", in Arte, religione, comunità nell'Italia rinascimentale e barocca: atti del Convegno di studi in occasione del V centenario di fondazione del Santuario della Beata Vergine dei Miracoli di Saronno (1498-1998), Vita & Pensiero, 2000, 73 e segg.
5. 1 2   Don Massimiliano Bianchi, Arte, in Santuario della B.V. dei Miracoli (a cura di), ...2023...un anno di grazia al Santuario di Saronno....
6. ↑  
«Fu ancora Bernardino del Lupino milanese, quale fu delicatissimo, vago et onesto nelle figure sue, come si vede sparsamente in quella città et a Sarone, […] nello Sponsalizio di Nostra Donna, et in altre storie nella chiesa di Santa Maria fatte in fresco perfettissimamente.»
 Giorgio Vasari, Le vite…, 1550.
7. ↑  L'elenco è tratto da Un concerto nel cielo di Saronno, in AA.VV., "Il concerto degli Angeli, Gaudenzio Ferrari e la cupola del Santuario di Saronno", op. cit.
8. ↑   La campana nel chiostro del Santuario di Saronno.
9. ↑   La scheda dettagliata delle campane, su campanariambrosiani.org. URL consultato il 21 gennaio 2013 (archiviato dall'url originale il 2 aprile 2015).
10. ↑   Battito delle ore 16:30.